# کارلوس-دوران
شارل آگوست امیل دوران (به فرانسوی: Charles Auguste Émile Durand) مشهور به کارلوس-دوران (فرانسوی: Carolus-Duran‎; ۴ ژوئیهٔ ۱۸۳۷ – ۱۷ فوریهٔ ۱۹۱۷) نقاش و مدرس هنر اهل فرانسه بود. او به خاطر پرتره‌های باکیفیتش از افراد طبقه فرادست جمهوری سوم فرانسه مشهور است.
کارلوس-دوران همچنین برندهٔ جوایزی همچون لژیون دونور شده‌است.

## نگارخانه

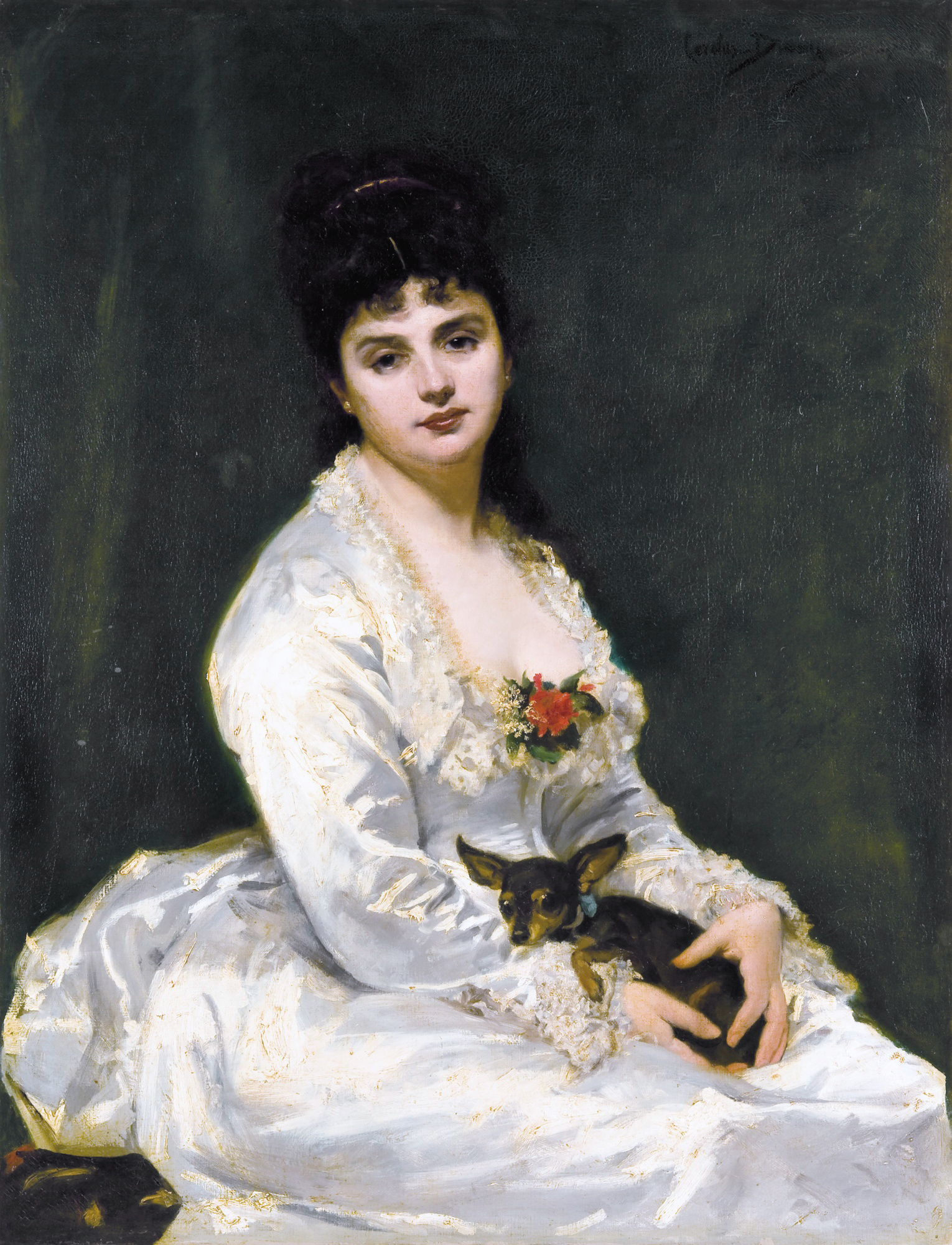
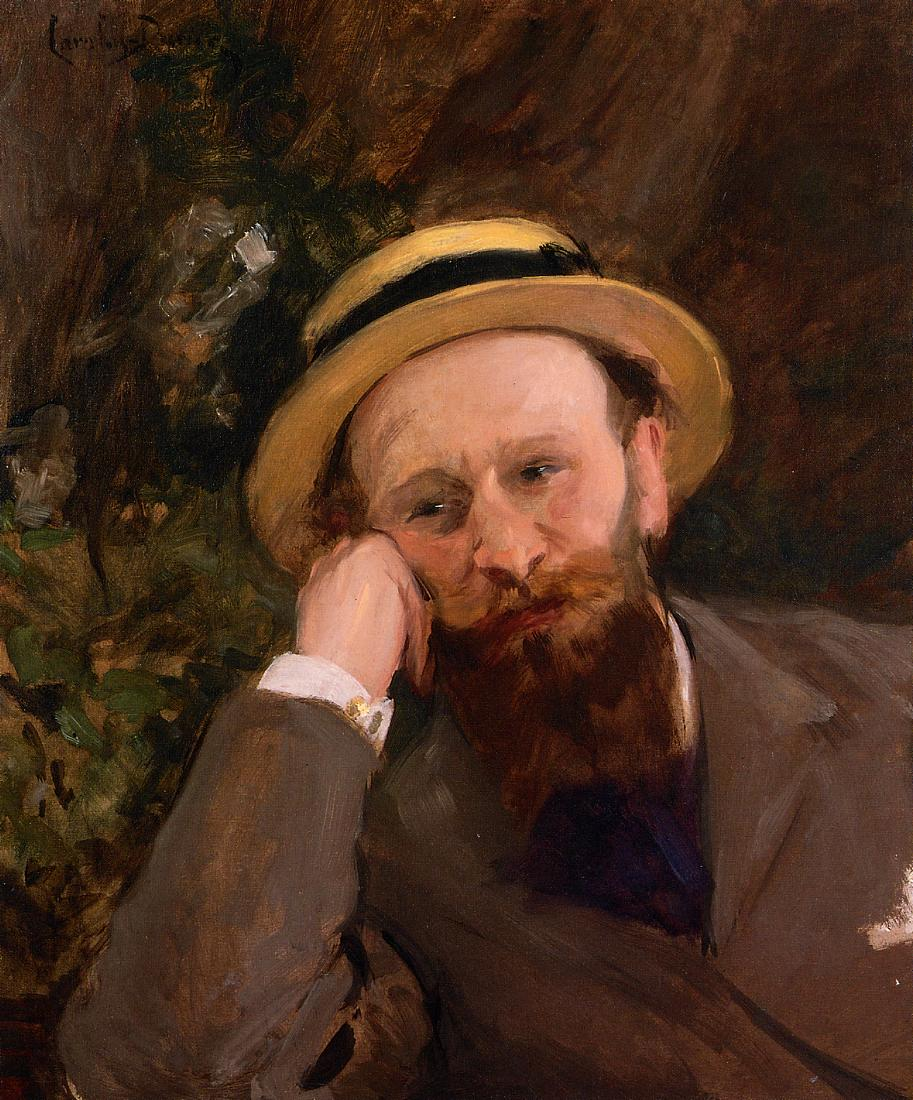
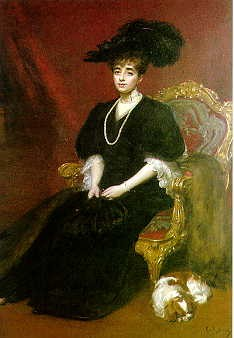
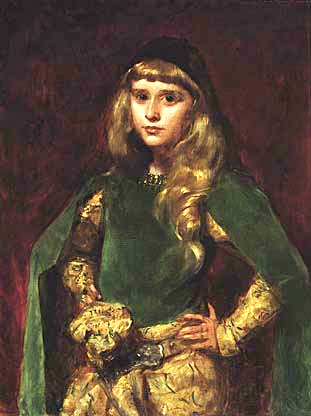
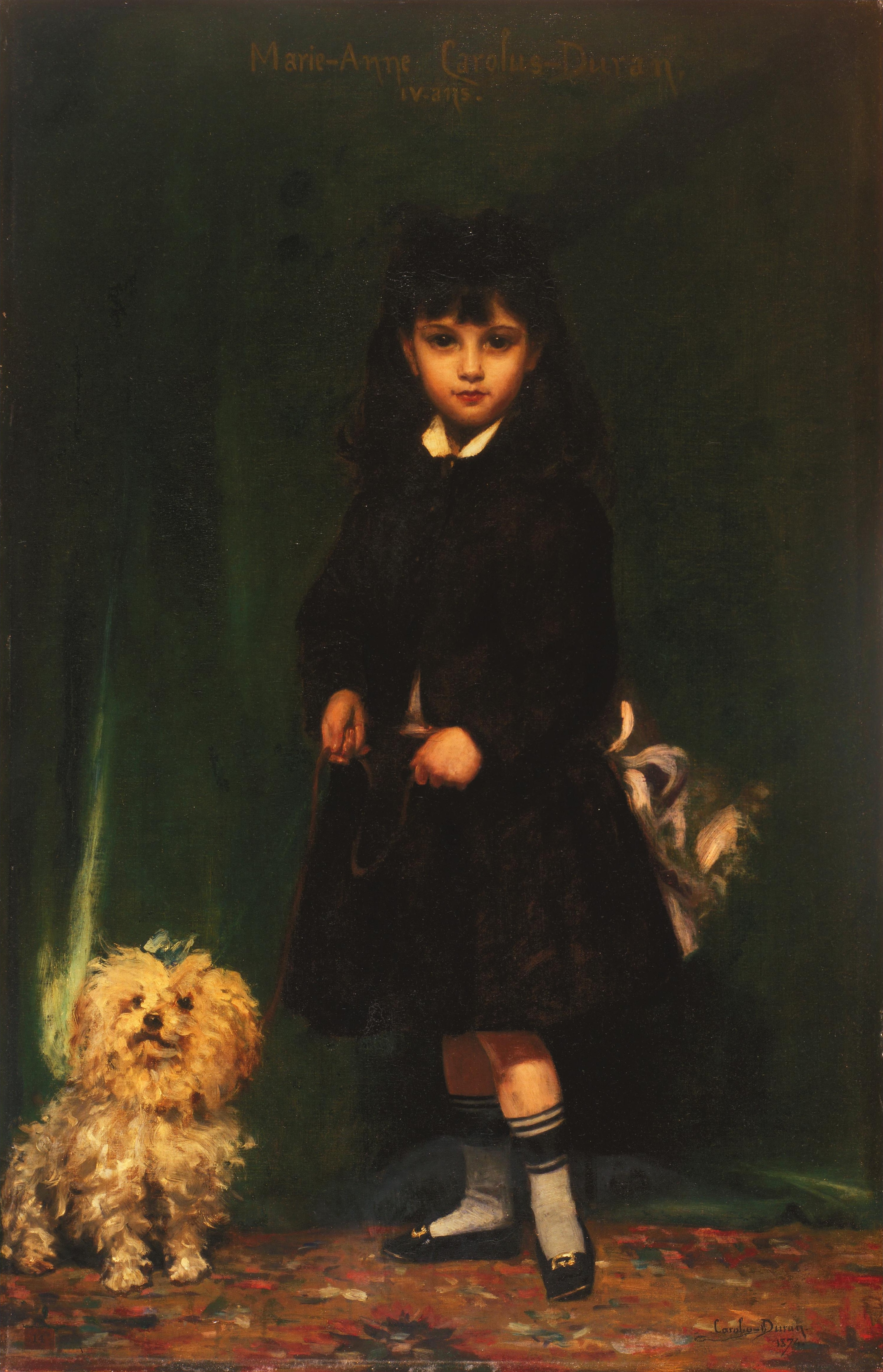
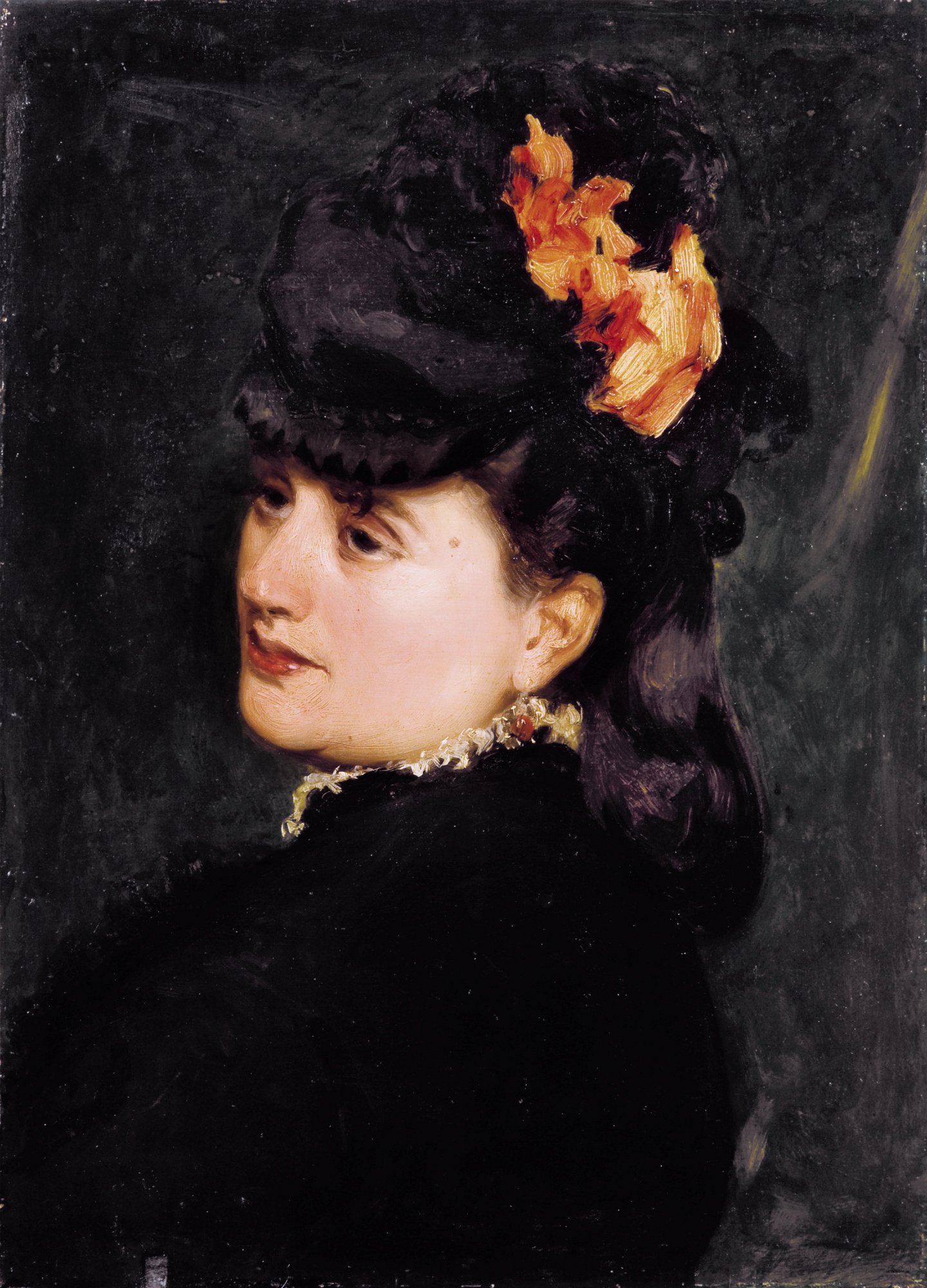
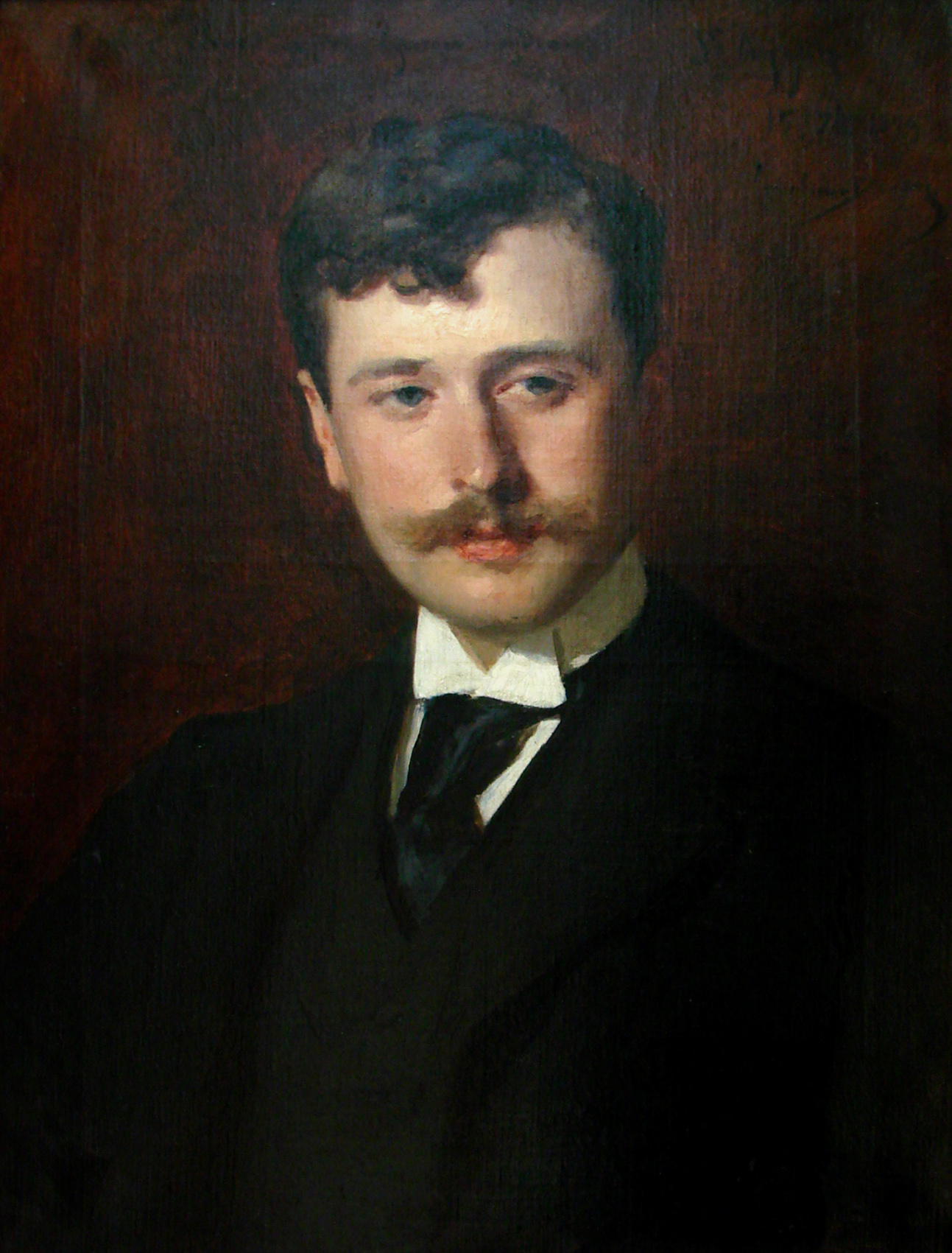
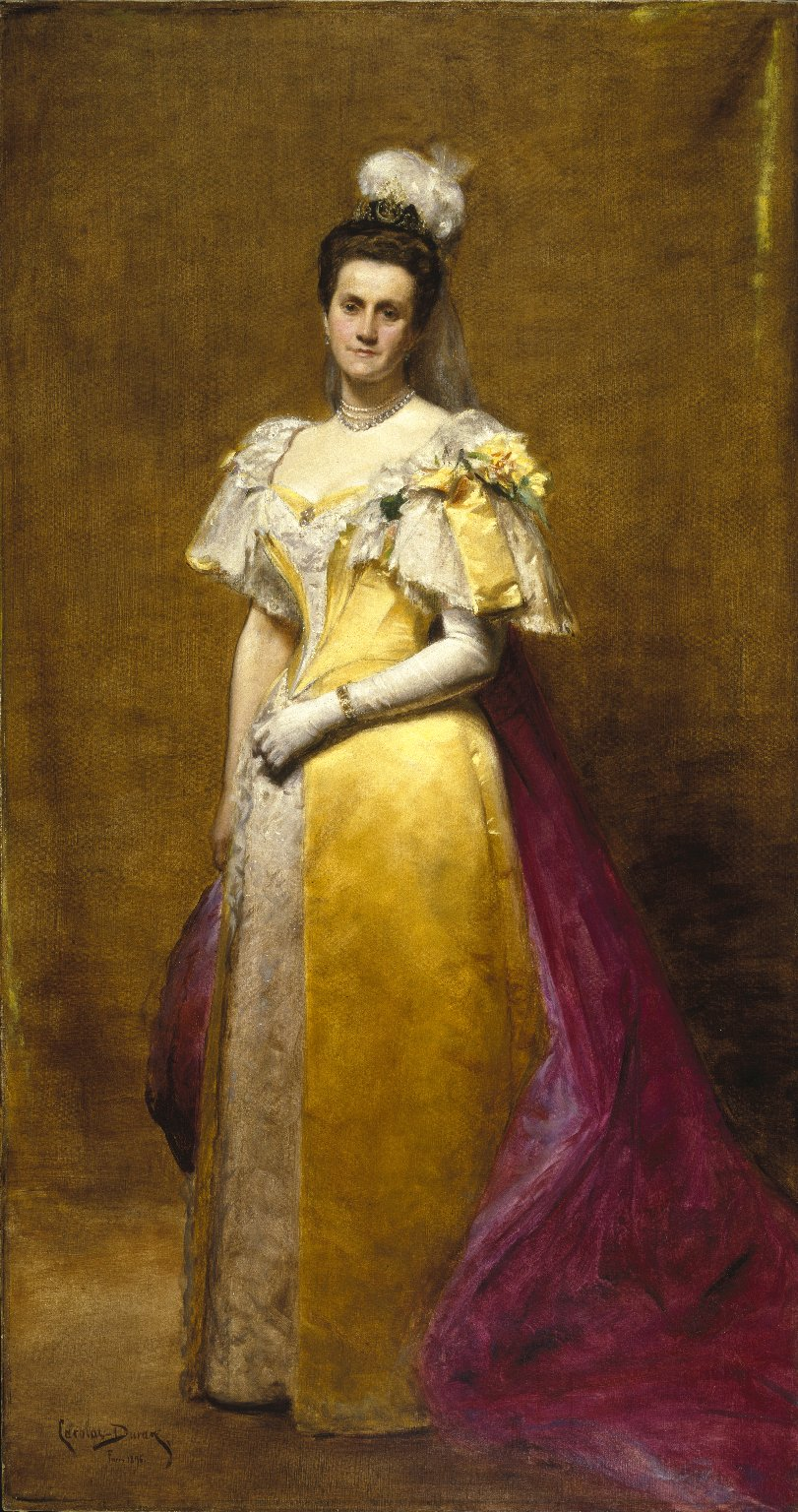
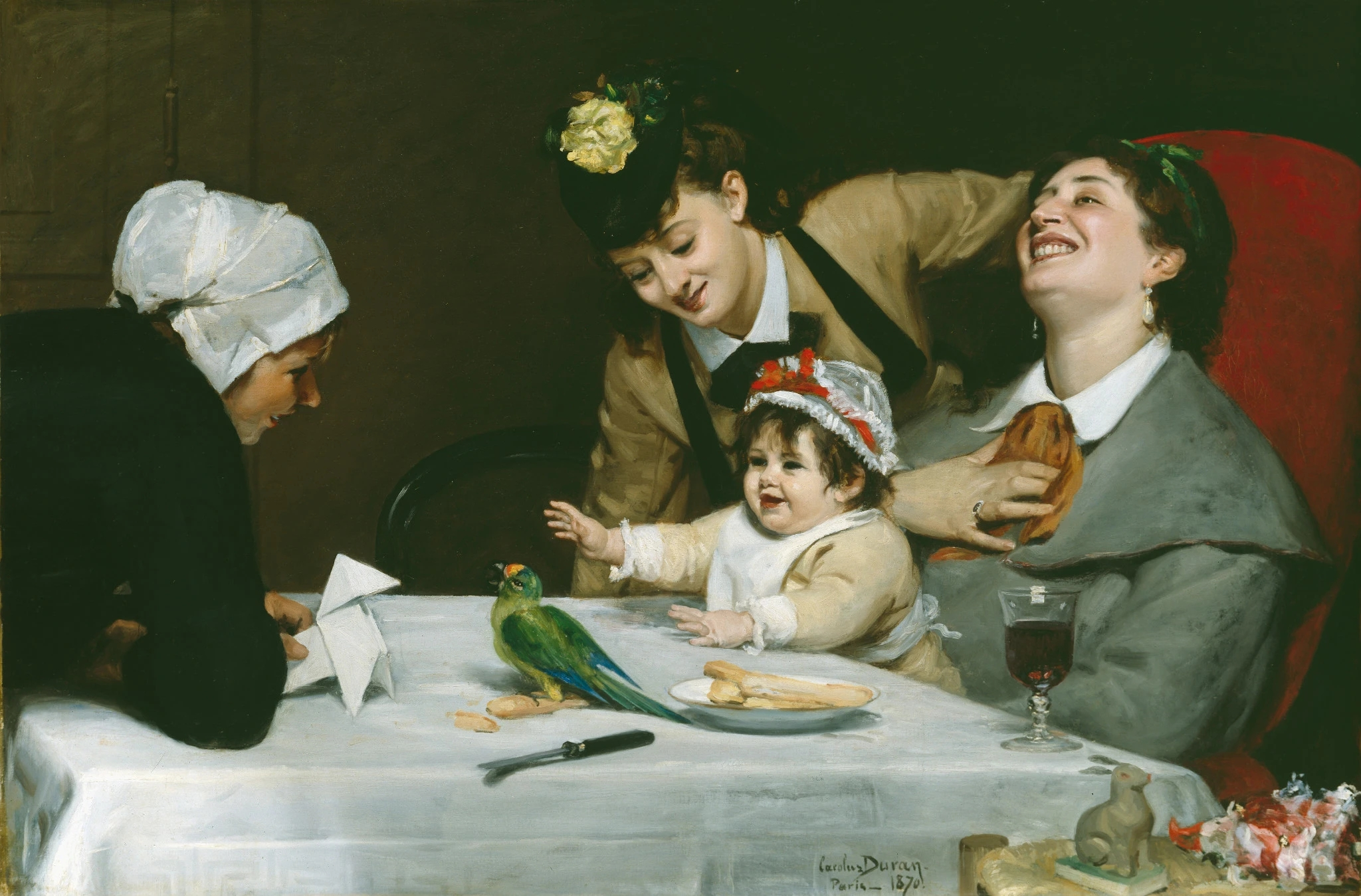
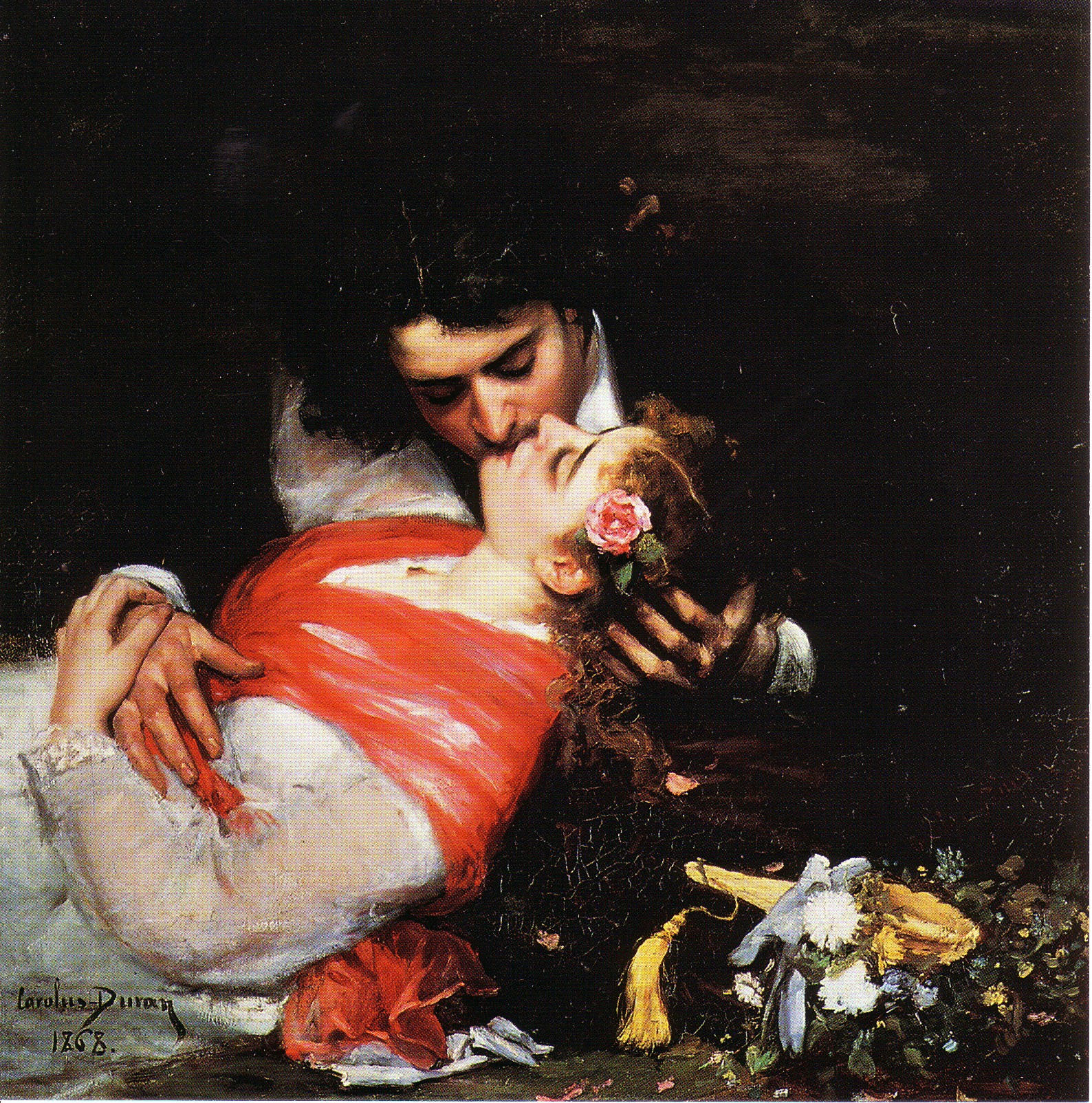
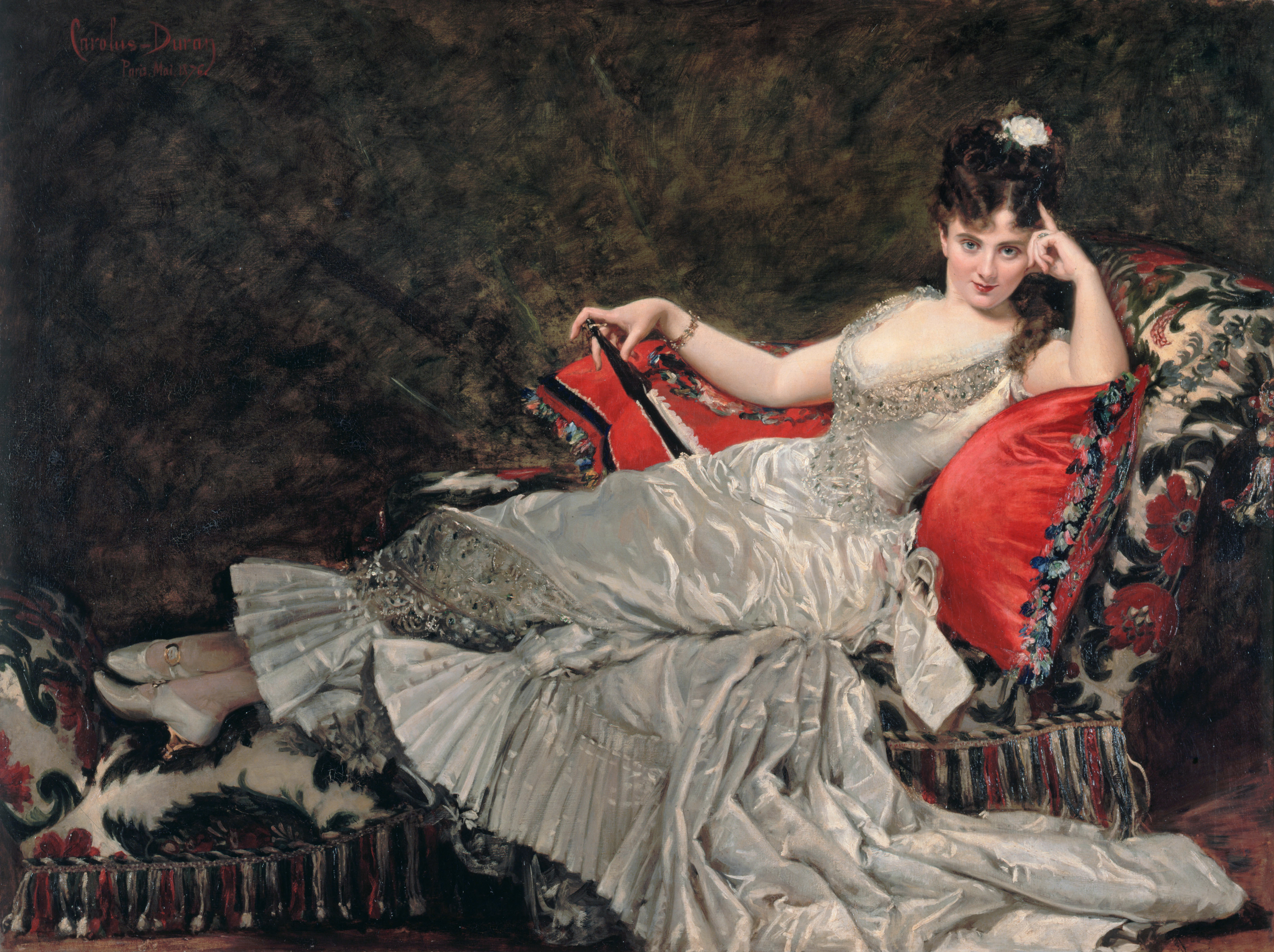
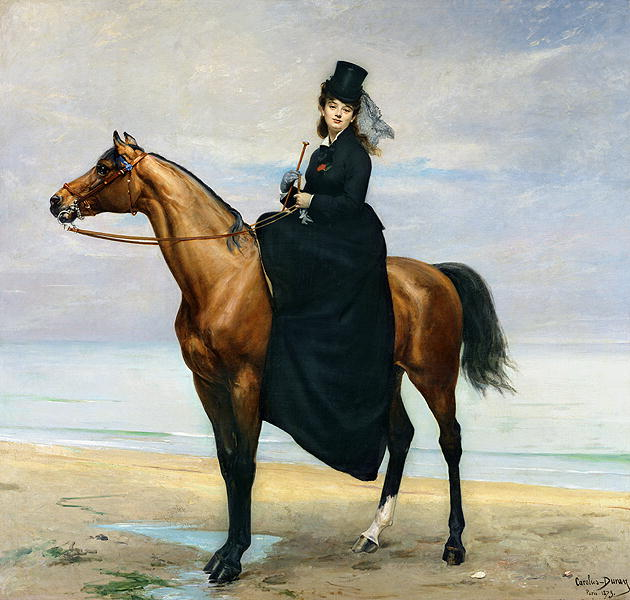